# Nomenclatura de ciclones tropicais
A Nomenclatura de ciclones tropicais trata dos nomes que ciclones tropicais normalmente recebem. Normalmente, se dá um nome para um ciclone tropical (furacões, tufões, etc.) para que o público em geral distinguir um sistema quando há vários sistemas uma mesma bacia ao mesmo tempo. Na maioria dos casos, um ciclone retém seu nome durante todo o seu período de existência. No entanto, sob circunstâncias especiais, os ciclones tropicais podem ser renomeados ainda quando estão ativos. Os nomes dados a ciclones tropicais são retirados de uma lista sazonal, que varia conforme a bacia e são definidas com muitos anos de antecedência. Cada agência meteorológica responsável por uma bacia apresenta os nomes que pretendem usar e a Organização Meteorológica Mundial as aprova ou não. No caso de ciclones tropicais excepcionalmente destrutivos, o seu nome é retirado definitivamente de qualquer lista e outro nome é posto no seu lugar.
No Oceano Atlântico norte e no Oceano Pacífico nordeste, há uma lista sazonal, ou seja, é mudado a cada temporada ciclônica. Os nomes na lista alternam-se entre masculino e feminino. Entre listas de diferentes anos, também é observada a diferença entre feminino e masculino. Se houver mais de 21 tempestades nomeadas no Oceano Atlântico ou mais de 24 no Oceano Pacífico, usam-se letras do alfabeto grego para dar nomes aos ciclones tropicais. Isso aconteceu em apenas uma ocasião, na temporada de furacões no Atlântico de 2005. No Pacífico centro-norte, usa-se uma lista fixa, indiferente à temporada, com nomes exclusivamente havaianos. No Pacífico nordeste também há uma lista fixa de nomes. Os nomes usados nesta bacia são dados por países que são atingidos freqüentemente por ciclones tropicais. Esta lista é organizada em cinco colunas e em ordem alfabética dos países contribuidores. Nestas bacias, os nomes dos ciclones tropicais particularmente destrutivos são retirados e substituídos por outros.
Em outras bacias, também costuma se dar nomes a ciclones tropicais, sendo que cada agência meteorológica, em associação com a Organização Meteorológica Mundial (OMM), fazem a manutenção destas listas.
Antigamente, não havia listas de nomes oficiais de ciclones tropicais. No caso de furacões atlânticos, era de costume popular dar nome a um furacão com o nome do dia santo. A Austrália foi a primeira nação a dar nomes pessoais (femininos) aos ciclones tropicais no final do século XIX. Durante a Segunda Guerra Mundial, começou a dar nomes femininos a furacões e tufões, principalmente por conveniência dos meteorologistas e também como código secreto entre bases militares. Após a publicação de Storm de George R. Stewart em 1941, houve uma maior popularização dos nomes dos ciclones tropicais. Em 1950, começou a ser usado uma lista oficial de nomes para furacões no Atlântico norte, principalmente para desambiguar diferentes tempestades. A introdução de nomes masculinos nos nomes de ciclones tropicais aconteceu em 1975 na região da Austrália e posteriormente em 1979 no Atlântico norte.
Há ocasiões especiais em que ciclones tropicais são renomeados durante o seu período de existência. Quando um sistema tropical nomeado move-se para oeste no sul do Oceano Índico e cruza o meridiano 90°L, ele automaticamente muda de nome, pois passa da responsabilidade do Centro de Aviso de Ciclone Tropical (CACT) de Perth para a área de responsabilidade do Centro Meteorológico Regional Especializado de Reunião.  Antes de 2001, os sistemas que estavam previamente no Oceano Atlântico e cruzam a América Central adentrando a bacia do Oceano Pacífico nordeste adquiram um segundo nome. Um sistema também pode ganhar um segundo nome quando há a incerteza sobre a continuação da área de baixa pressão remanescente de um ciclone tropical enfraquecido. Também pode haver erros humanos, especialmente se o sistema está pouco organizado ou há a desatenção da parte dos meteorologistas.